# Nereu Ramos
Nereu de Oliveira Ramos (Lages (Santa Catarina), 3 september 1888 - São José dos Pinhais (Paraná), 16 juni 1958) was een Braziliaans advocaat en politicus, en de twintigste president van Brazilië.
Ramos maakte na Café Filho (14 maanden) en Carlos Luz (drie dagen) de oorspronkelijke termijn van Getúlio Vargas vol.
Deodoro da Fonseca ·
Peixoto ·
Morais ·
Campos Sales ·
Alves ·
Pena ·
Peçanha ·
Fonseca ·
Brás ·
Alves ·
Moreira ·
Pessoa ·
Bernardes ·
Luís ·
Prestes ·
(Junta van 1930) ·
Vargas ·
Linhares ·
Gaspar Dutra ·
Vargas ·
Café Filho ·
Luz ·
Ramos ·
Kubitschek ·
Quadros ·
Ranieri Mazzilli ·
Goulart ·
Ranieri Mazzilli ·
Castelo Branco ·
Costa e Silva ·
(Junta van 1969) ·
Garrastazu Médici ·
Geisel ·
Figueiredo ·
Neves ·
Sarney ·
Collor ·
Franco ·
Cardoso ·
Lula da Silva ·
Rousseff ·
Temer ·
Bolsonaro ·
Lula da Silva
- International Standard Name Identifier: 0000 0000 3267 4027
- Library of Congress Control Number: n89242794
- Virtual International Authority File: 16363329
- WorldCat: E39PBJkdg9wHq9r4tKd6FVvWDq